# Марк Ліциній Красс Агеласт
Марк Ліциній Красс Агеласт (*Marcus Licinius Crassus Agelastus, д/н —після 126 до н. е.) — політичний діяч часів Римської республіки.

## Життєпис
Походив з впливового плебейського роду Ліциніїв Крассів. Син Публія Ліцинія Красса, консула 171 року до н. е. Агномен «Агеласт», що перекладається як «похмурий», отримав за те, що ніколи не посміхався (лише 1 раз). Про політичну діяльність відомо замало. У 127 або 126 році до н. е. обирається претором. Проте спроби отримати посаду консула виявилися марними.

## Родина
- Публій Ліциній Красс, консул 97 року до н. е.